# Fageiella
Fageiella es un género de arañas araneomorfas de la familia Linyphiidae. Se encuentra en el Sur de Europa.

## Lista de especies
Según The World Spider Catalog 12.0:
- Fageiella ensigera Deeleman-Reinhold, 1974
- Fageiella patellata (Kulczynski, 1913)